# Тонина

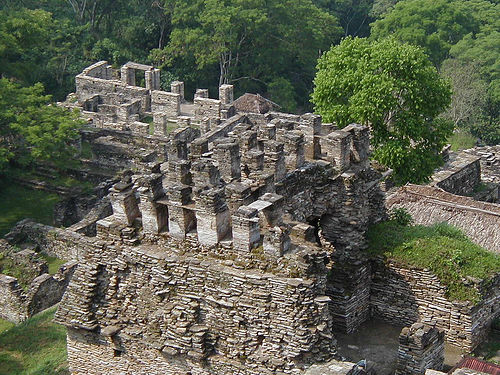
Руины здания в Тонине

Тони́на (Tonina, оригинальное название — Попо) — городище цивилизации майя и столица царства Попо. Расположено на территории современного штата Чьяпас, в 13 км к востоку от города Окосинго.
Городище Тонина находится в 70 км к югу от современного Паленке. В древности город являлся столицей царства Попо.
Ранняя история городища ещё плохо изучена, первая дата, найденная в городе — 217 год н. э. Последняя дата, которая была обнаружена в Тонине — 15 января 909 год н. э.
Городище, по сравнению с другими памятниками майя, относится к средне-крупным. Включает группу пирамид, самая высокая из которых достигает по высоте 76 м, большое поле для игры в мяч, и более 100 резных монументов, большинство из которых относятся к периоду VI—IX вв. н. э. Главное сооружение Тонины это холм, состоящий из семи платформ, на каждой из которых находится несколько храмов или дворцов.
Крупнейший археологический проект в Тонине был осуществлён в 1972—1980-х годах Французской археологической миссией.
Тонина доступна для посещения туристов. Имеется небольшой музей.

## Наиболее интересные объекты

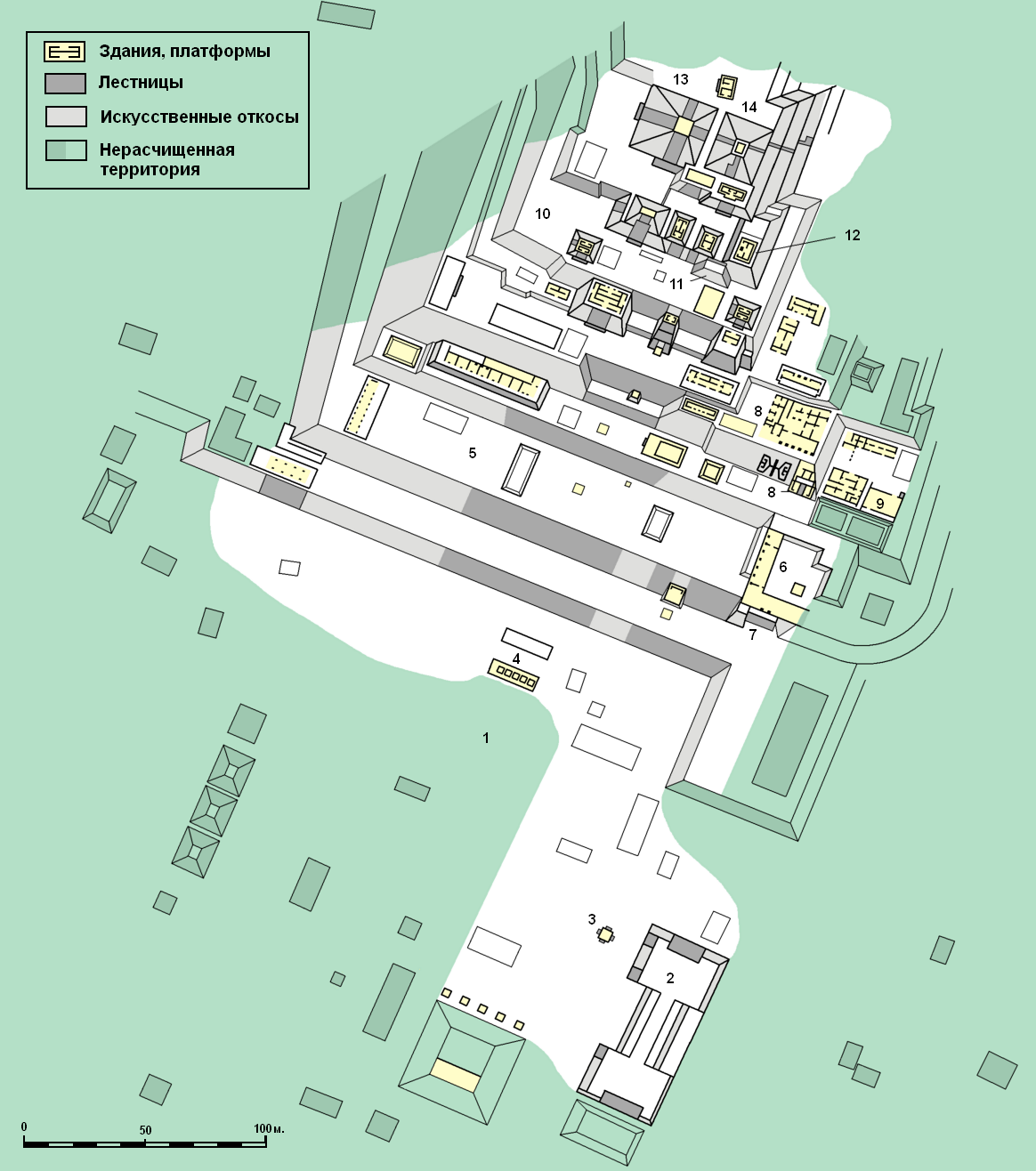
1 — Главная площадь, 2 — поле для игры в мяч № 1, 3 — алтарь, 4 — поле для игры в мяч № 2, 5 — 2-я платформа, 6 — Дворец Подземного мира, 7 — вход в лабиринт Дворца Подземного мира, 8 — Греческий дворец, 9 — Дворец Цветочного трона, 10 — 5-я платформа, 11 — фриз «Спящих вельмож», 12 — Храм Монстра земли и здание Е5-5, 13 — Пирамида Пленников (Пирамида Войны), 14 — Пирамида Туманного зеркала

Всего на Главной площади Тонины и на семи платформах акрополя расположено более 30 храмов, дворцов и других построек. Некоторые из них хорошо сохранилась, вплоть до крыш (например, дворец Цветочного трона) и гипсовой лепнины на стенах. Другие были полностью разрушены временем и от них остались только каменные фундаменты-платформы. Так как исследование комплекса началось сравнительно недавно, у некоторых зданий пока нет общепринятых названий.
Кроме зданий, на территории комплекса обнаружено около 100 стел, скульптур, каменных дисков и фризов. Большая часть их восстановлена, другие перевезены в музей.
Дворец Подземного мира (Palacio del Inframundo) — находится на восточной стороне первой и второй платформ. На нижней платформе расположен вход в лабиринт дворца. Он представляет собой три проема со ступенчатыми ложными сводами. Верхняя часть сооружения, в настоящее время представляет приподнятый над уровнем второй платформы фундамент, с остатками колонн и восточной стены. Во дворе здания сохранился высохший колодец.
Поле для игры в мяч № 1. Большее из двух полей для игры в мяч в Тонине, имеет размеры 75 на 30 метров. Поле было построено в 699 году по приказу правителя Кинич-Бакаль-Чака, чтобы увековечить победу над другим городом майя — Паленке. Помимо привычных для стадионов майя колец для мячей, боковые стенки поля украшены скульптурами, изображающими связанных коленопреклоненных пленников — подданных правителя Паленке.

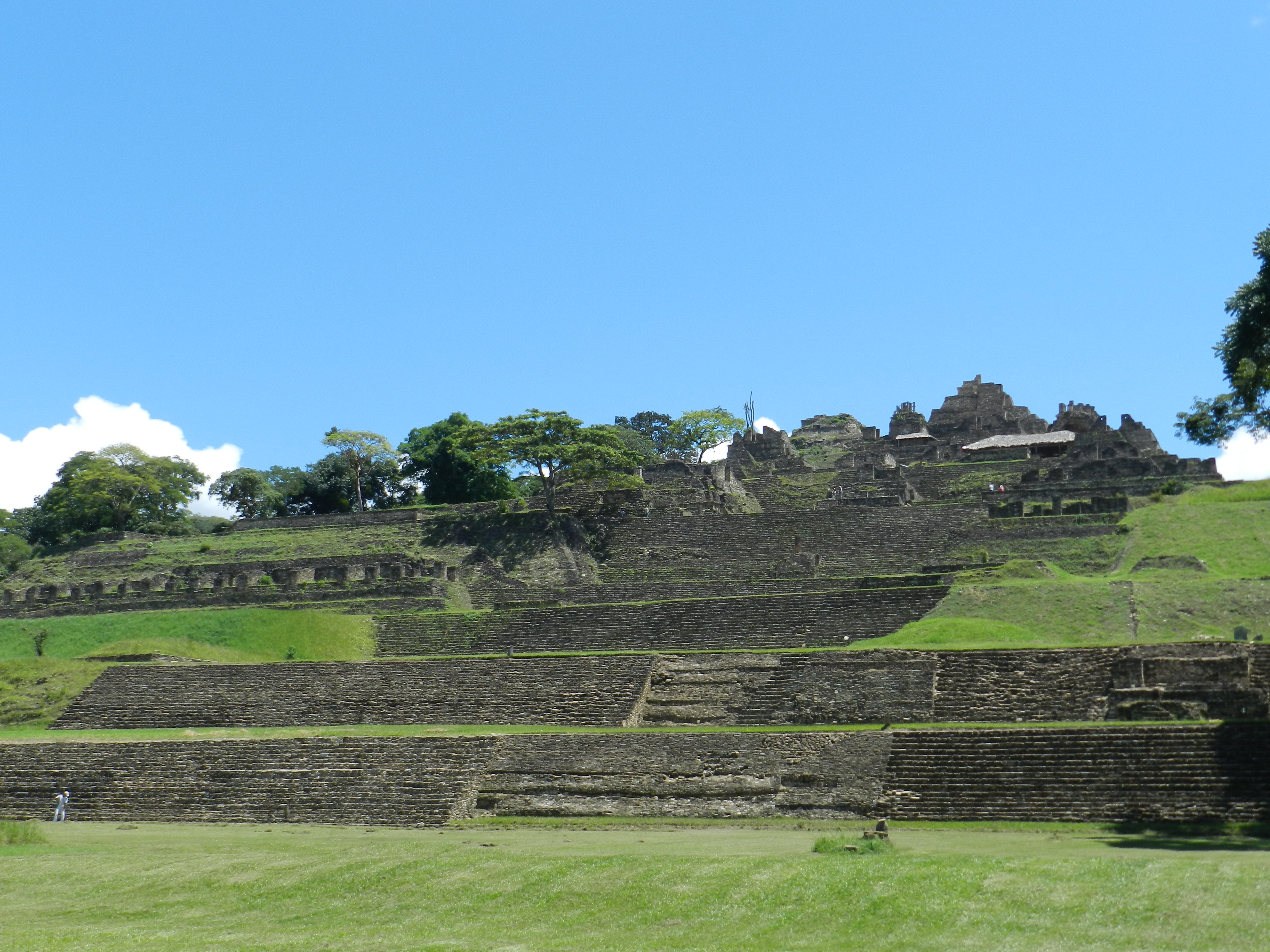
Общий вид акрополя

Греческий дворец или Дворец греческого орнамента (Palacio de las Grecas) — находится на восточной стороне третьей платформы и продолжается на четвёртой платформе. Фасад здания украшен орнаментом, напоминающим стилизованную букву «Ж». По правой стороне фасада проходит лестница, ведущая к каменному трону, украшенному лепниной. Внутри сохранилась лепная штукатурка, изображающая персонажей мифологии, скрещенные кости и декорированная ортогональным орнаментом — меандром, из-за чего дворец и получил свое название.

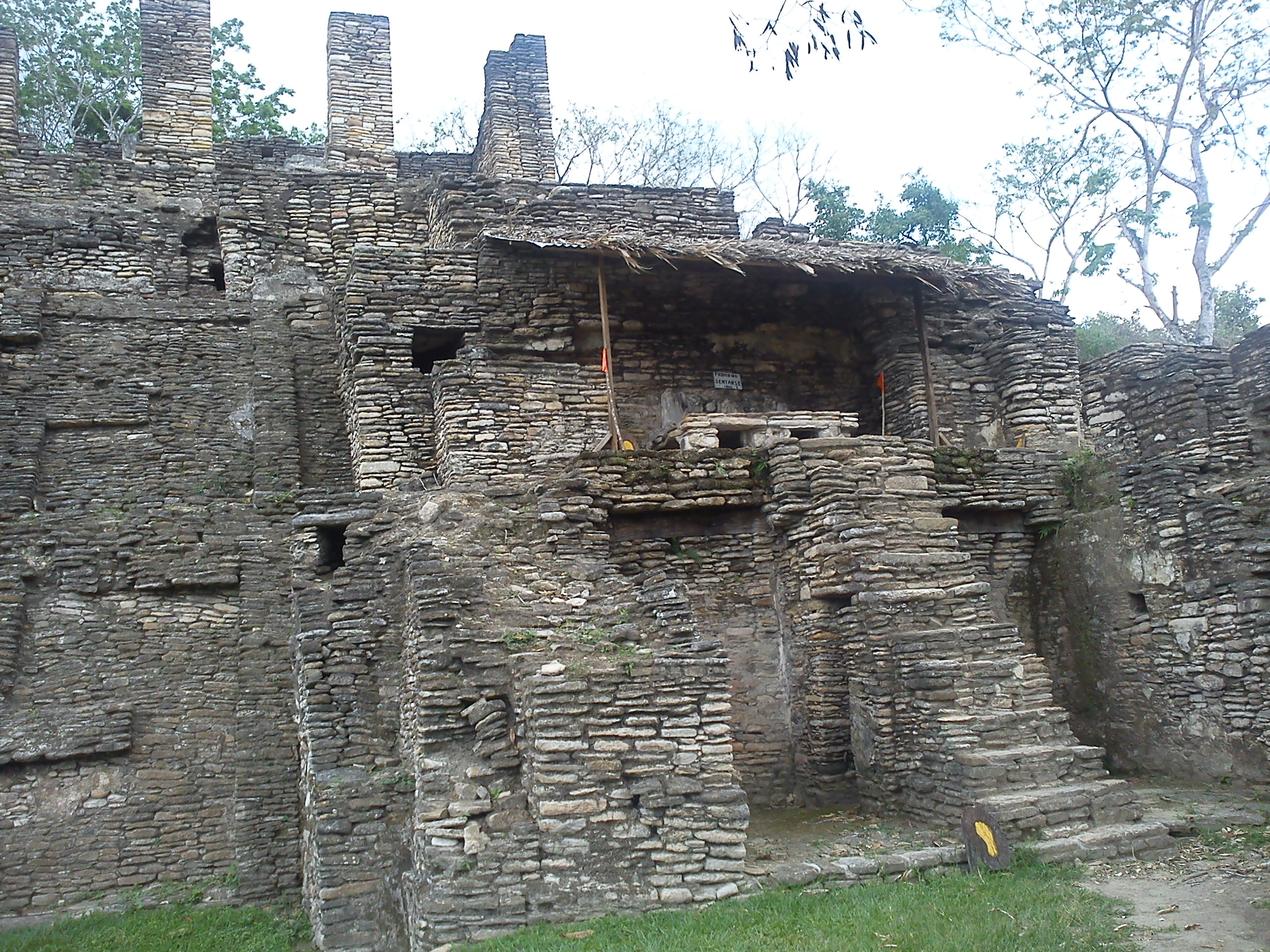
Греческий дворец

Фриз спящих вельмож («Фриз четырёх солнц» или «Фриз четырёх эр»). На пятом ярусе акрополя Тонины расположен фриз, выполненный лепниной по гипсовой штукатурке высотой 4 метра и длиной 16 метров. Фриз разделен на четыре квадратные секции, внизу каждой изображена перевернутая голова, окруженная перьями, лучами или лепестками. Значительная часть изображения утрачена, поэтому расшифровка смысла затруднена. Предполагают, что на фризе изображены четыре эры, в начале которых боги жертвовали собой, чтобы стать Солнцем и дать жизнь земле. Построен фриз, вероятно, между 790 и 840 гг. нашей эры.
Здание Е5-5. Храм, пока не получивший названия. Наряду с Пирамидой Туманного зеркала является древнейшим сооружением во всем комплексе. Крыша здания, сохранившаяся примерно наполовину, увенчана 27 невысокими квадратными колоннами, придающими всему акрополю Тонины очень своеобразный вид. Между колоннами сохранились отдельные «перемычки» из тонких каменных пластин, показывающие, что ранее это была типичная для построек майя решетчатая конструкция. Здание Е5-5 обследовалось в 1840 году Фредериком Кезервудом и Джоном Стефенсом. На рисунках Ф. Казервуда, изображавшим внутренние стены здания, видна гипсовая лепнина, к настоящему времени утраченная.

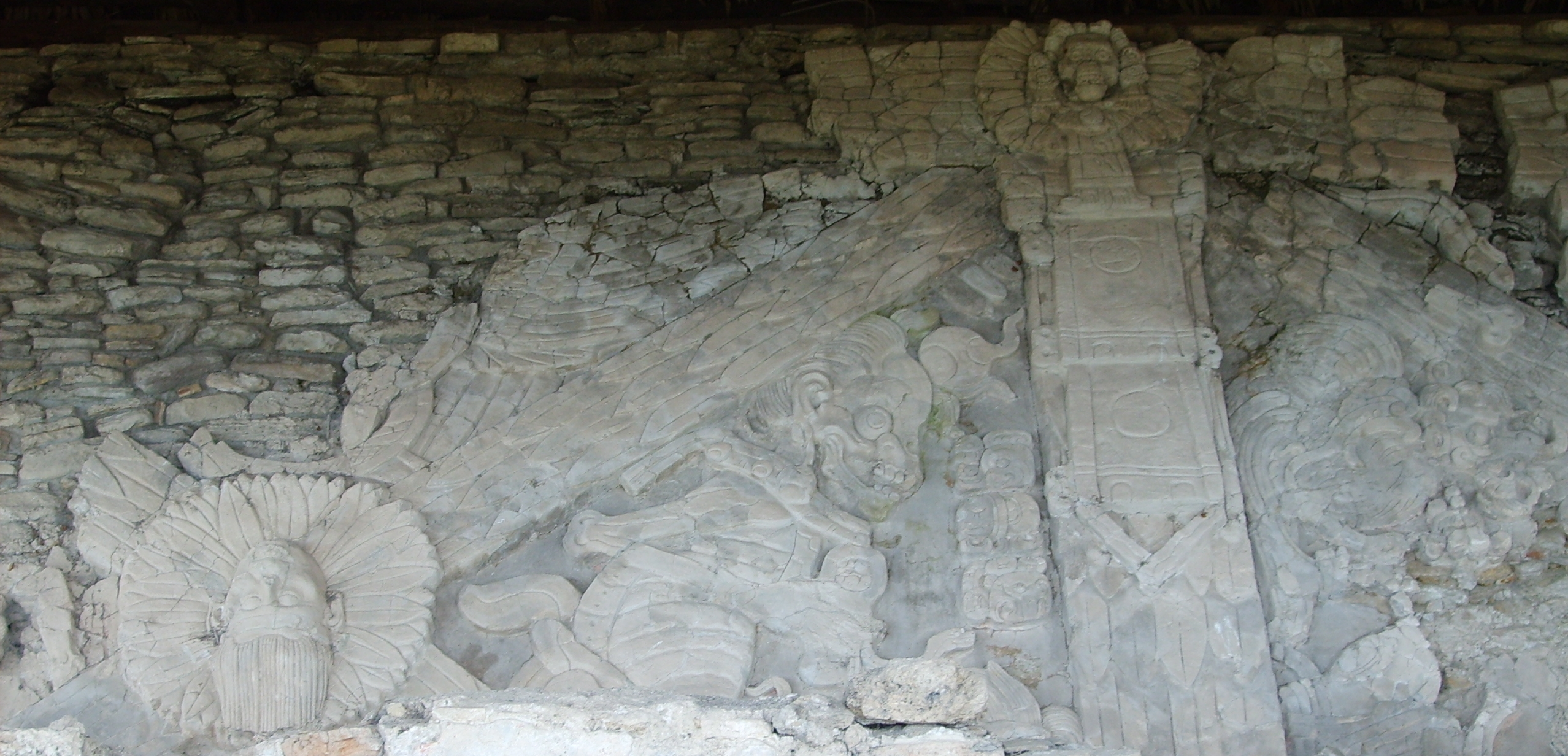
Фриз спящих вельмож (фрагмент)

Храм Монстра земли — расположен в нескольких метрах от здания Е5-5, напротив его входа и, возможно, композиционно представляет с ним одно целое. Храм, скорее даже алтарь, построен в виде головы чудовища с маленькими глазками и огромной пастью из которой торчат гигантские клыки (по другой версии — змеи). В пасти монстра помещена сфера из красного камня, символизирующая яйцо или землю. Гипсовая лепнина этого сооружения плохо сохранилась.
Пирамида Туманного зеркала и расположенный на её вершине храм (Templo del Espejo Humeante) являются самой высокой точкой комплекса, возвышающейся над уровнем Главной площади на 71 метр. Пирамида стоит на седьмой платформе акрополя. С запада она граничит с пирамидой Войны (пирамидой Пленников), которая немного уступает ей в размерах. Восточная сторона пирамиды расчищена, в этом месте она опускается ниже седьмой платформы практически до уровня Главной площади.

## Правители Тонины (Попо)
- неизвестный царь (>217>)
- Ицамнах-Мут (VI век)
- Балам-Я-Акаль (VI век)
- Чак-Болом-Чак (VI век)
- Кинич-Хиш-Чапат (ок. 595—665)
- Юкном-Пуваль-Вайваль (ранее 668—687)
- Кинич-Бакаль-Чак (688—715)
- Кинич-Чувах-Как (соправитель, 708—723)
- Кинич-Ичак-Чапат (723— после 739)
- Кинич-Тун-Чапат (VIII век)
- неизвестный царь (VIII век)
- Кинич-Чапат (ранее 787 — после 806)
- Ух-Чапат (830-е)
- неизвестный царь (ранее 901 — после 909)

Галерея
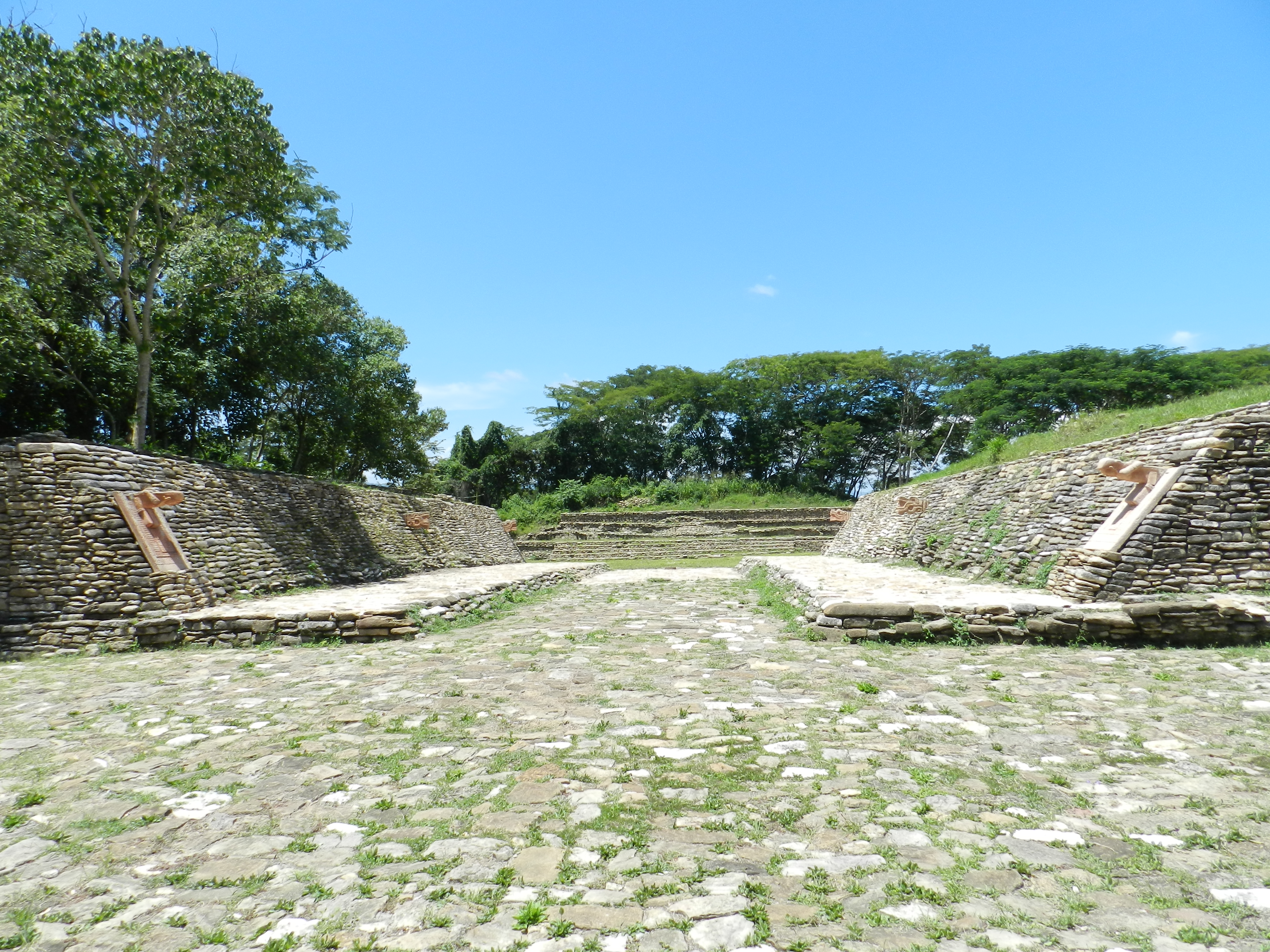
Поле для игры в мяч № 1
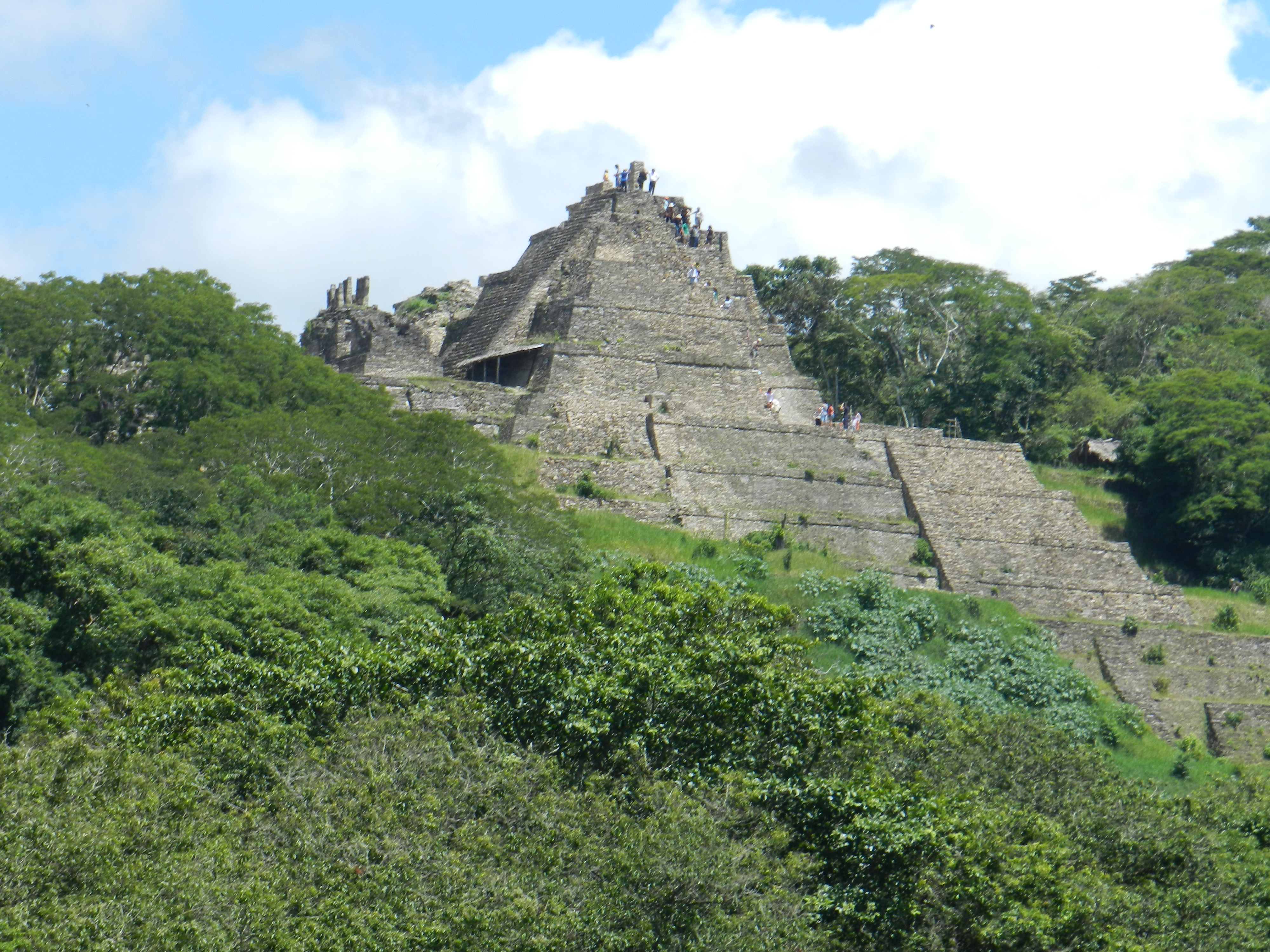
Восточная сторона Пирамиды Туманного зеркала
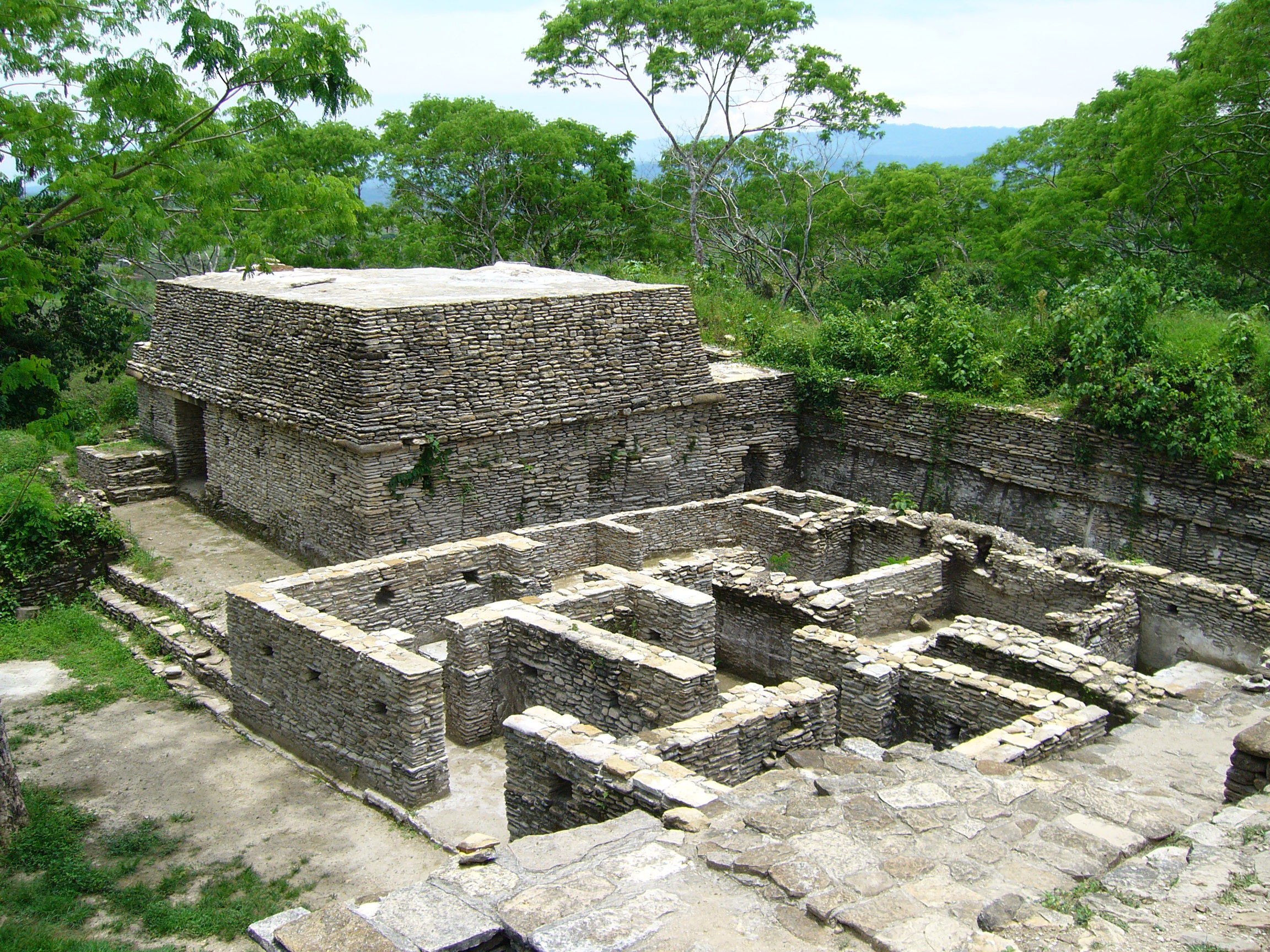
дворец Цветочного трона
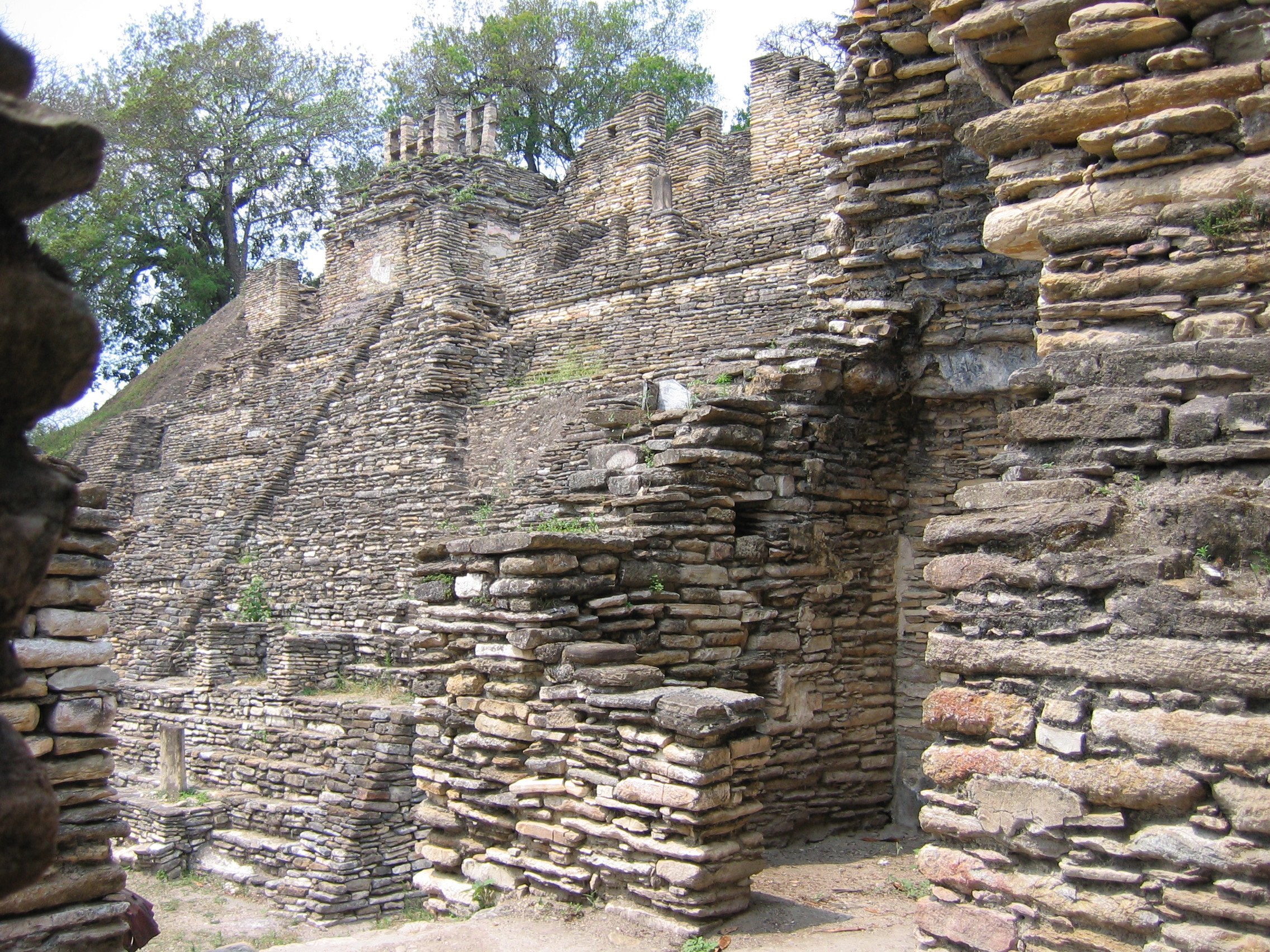
Вид на пирамиды 6 платформы
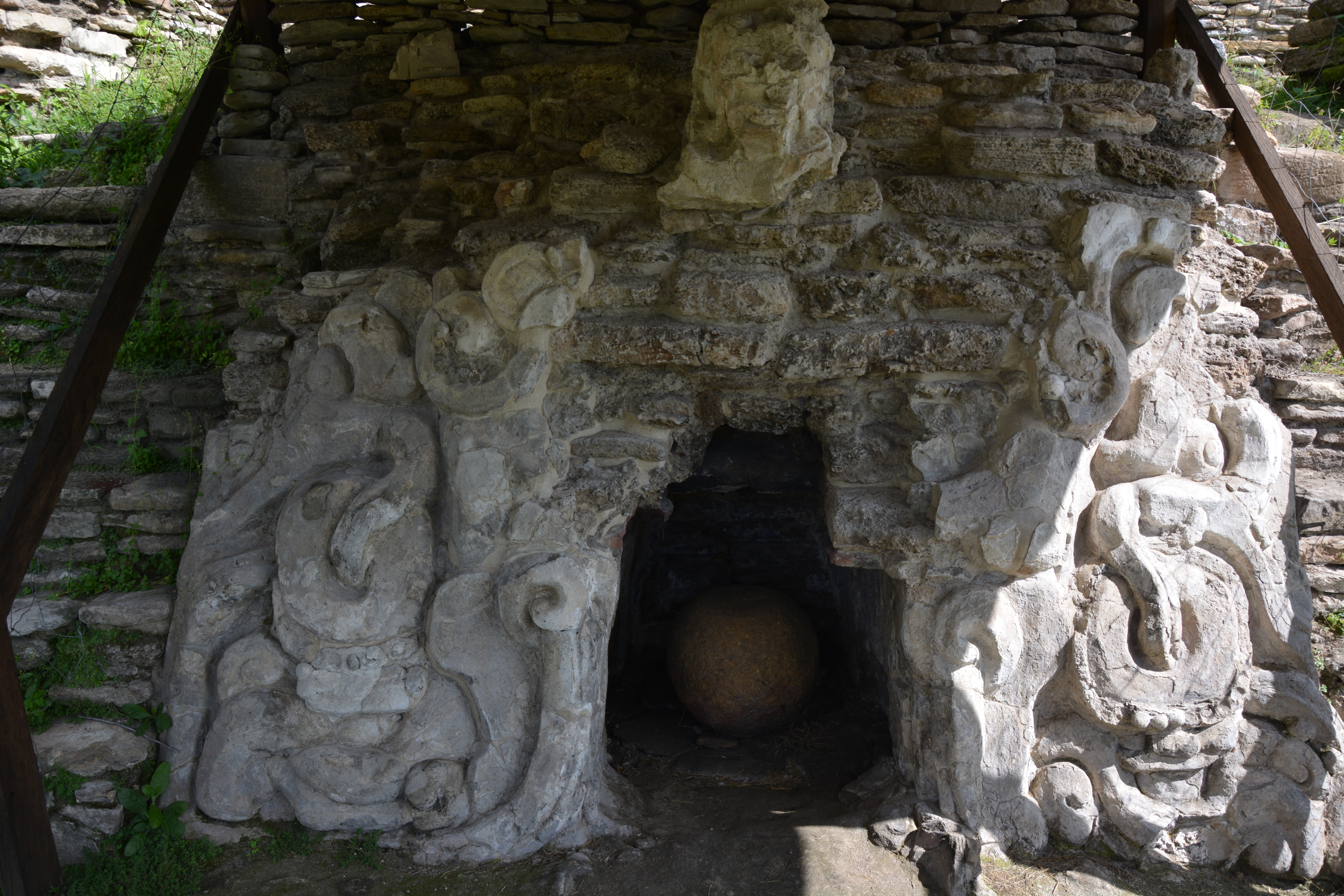
Храм Монстра земли
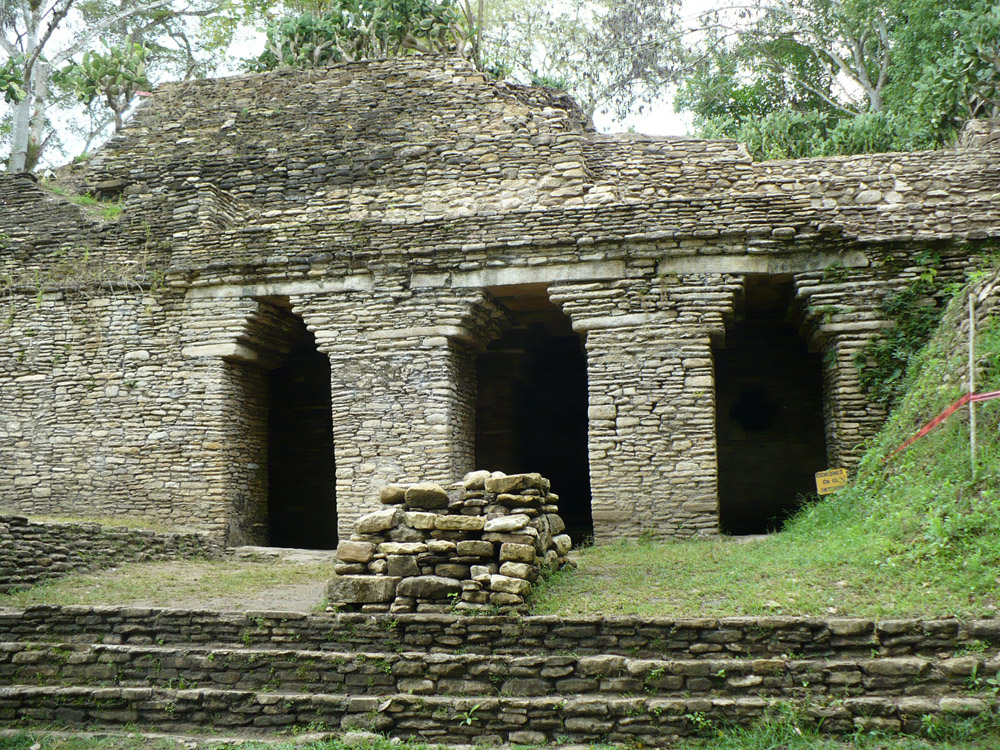
Вход в лабиринт Дворца Подземного мира
Панорама с самой высокой точки комплекса
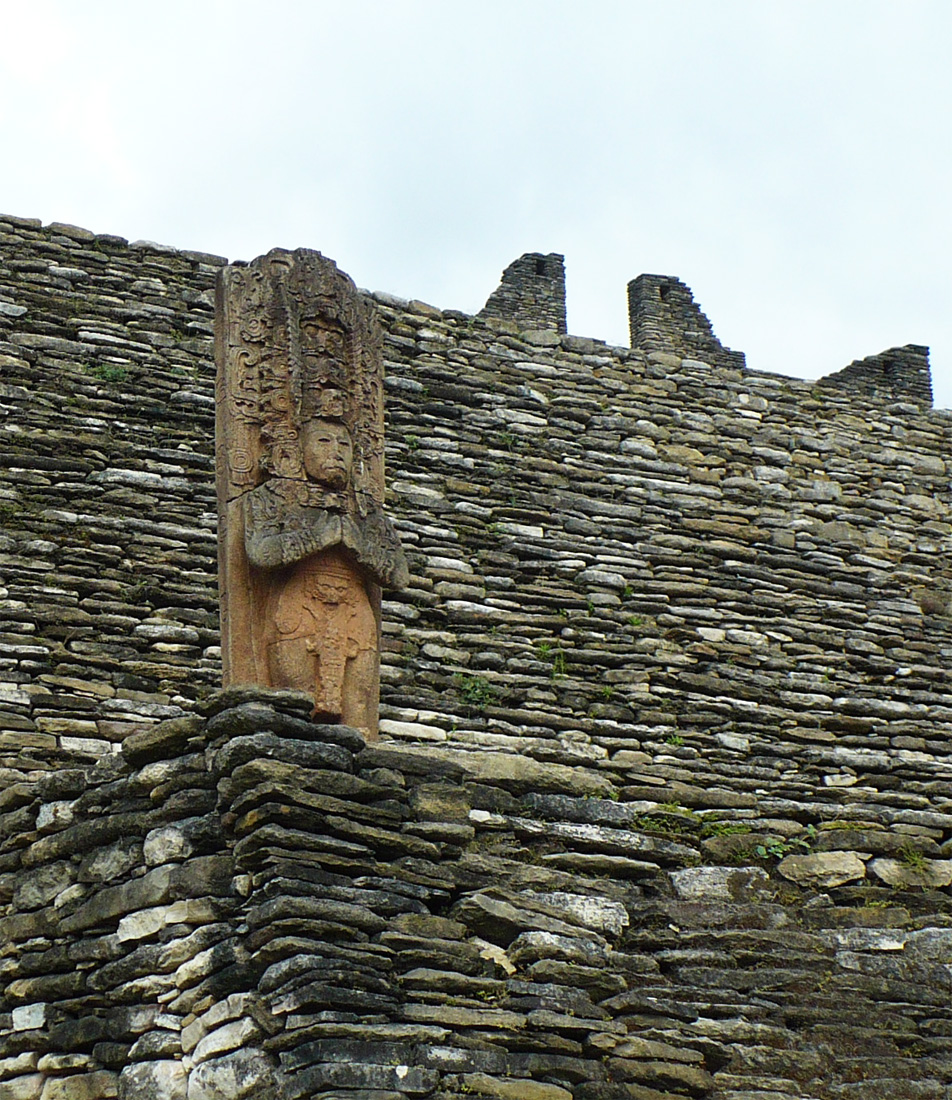
Стела на постаменте между 3 и 4 платформами
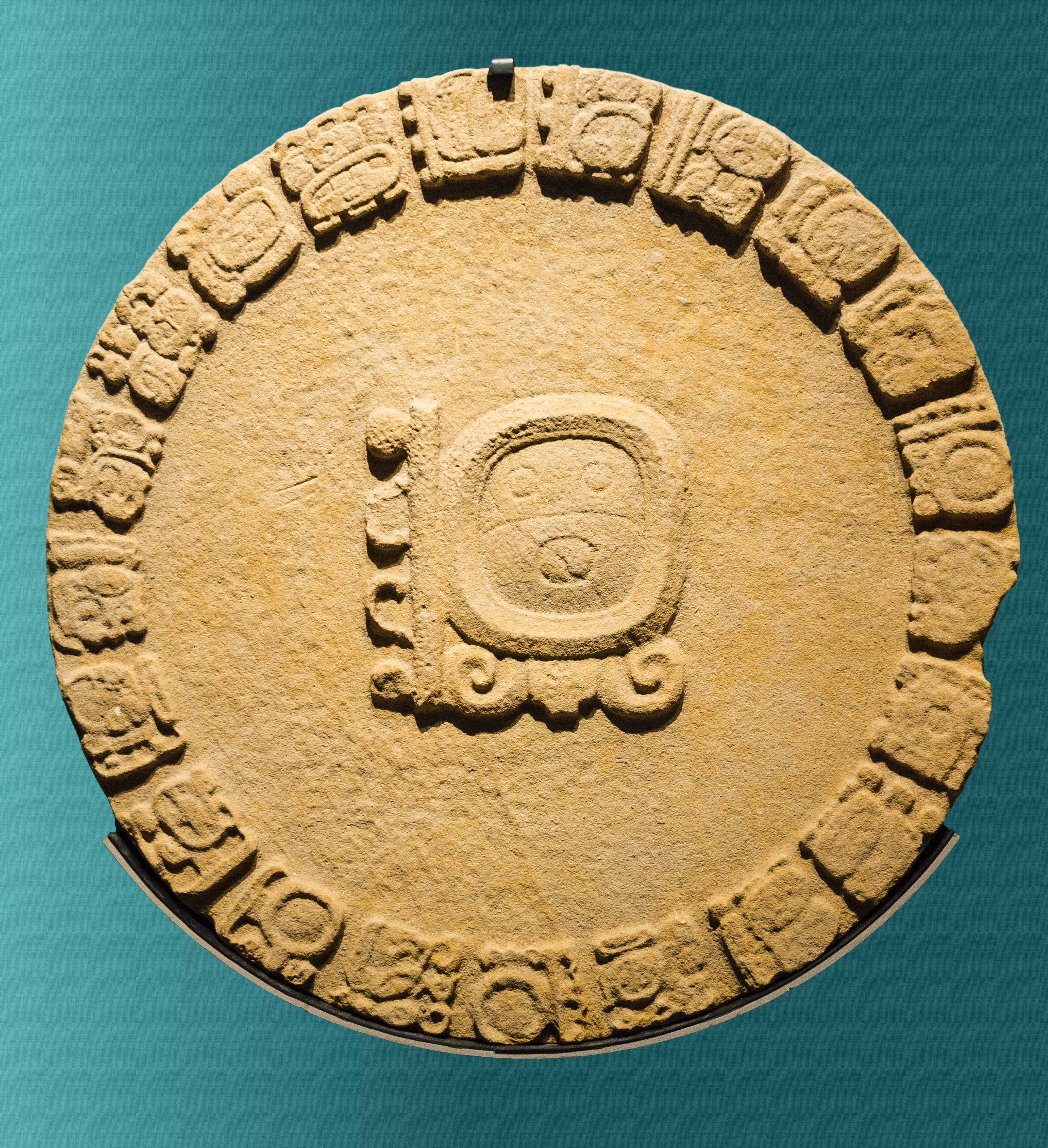
Диск из песчаника. Музей Тонины
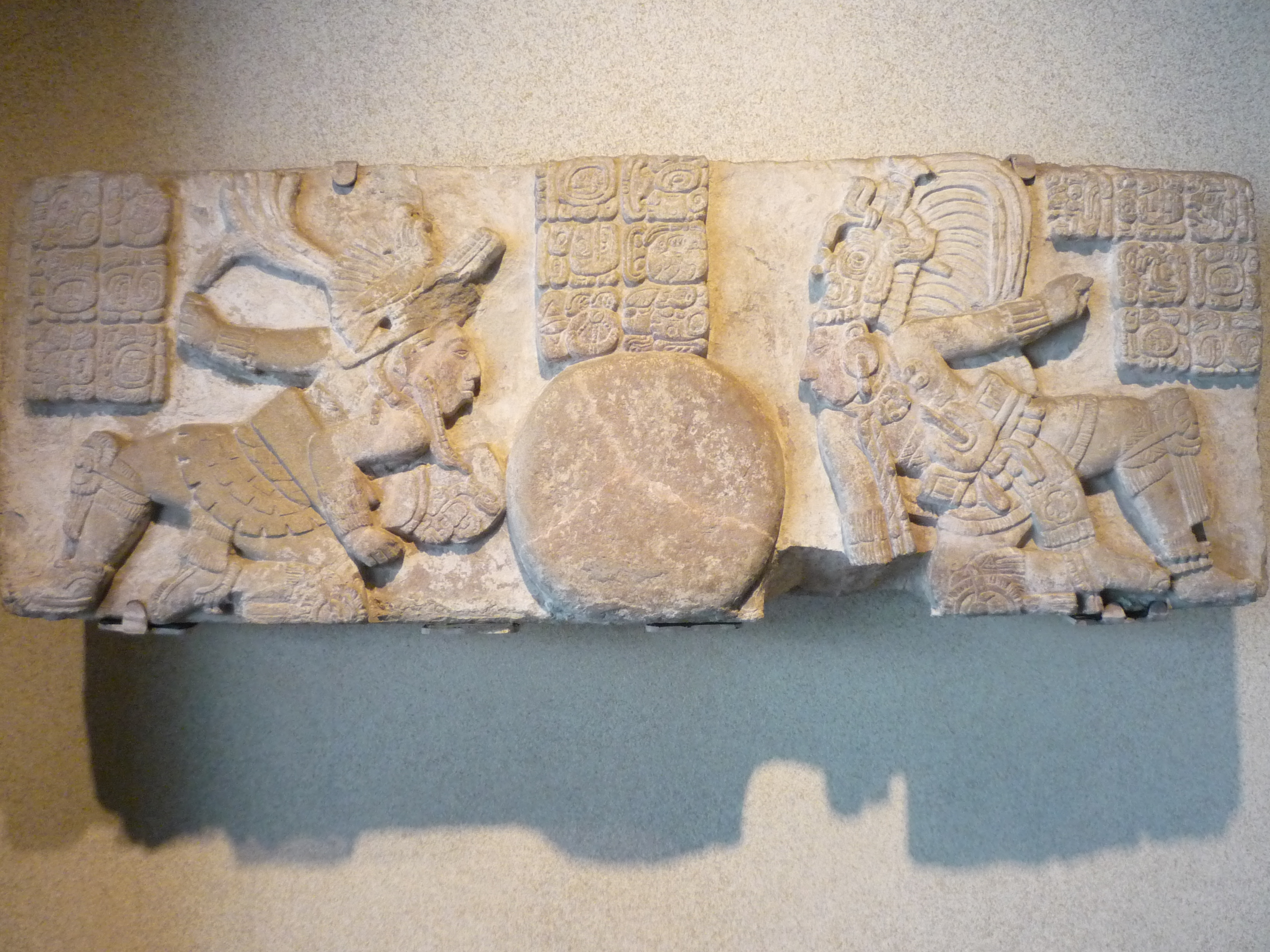
Фрагмент фриза "Игроки в мяч"
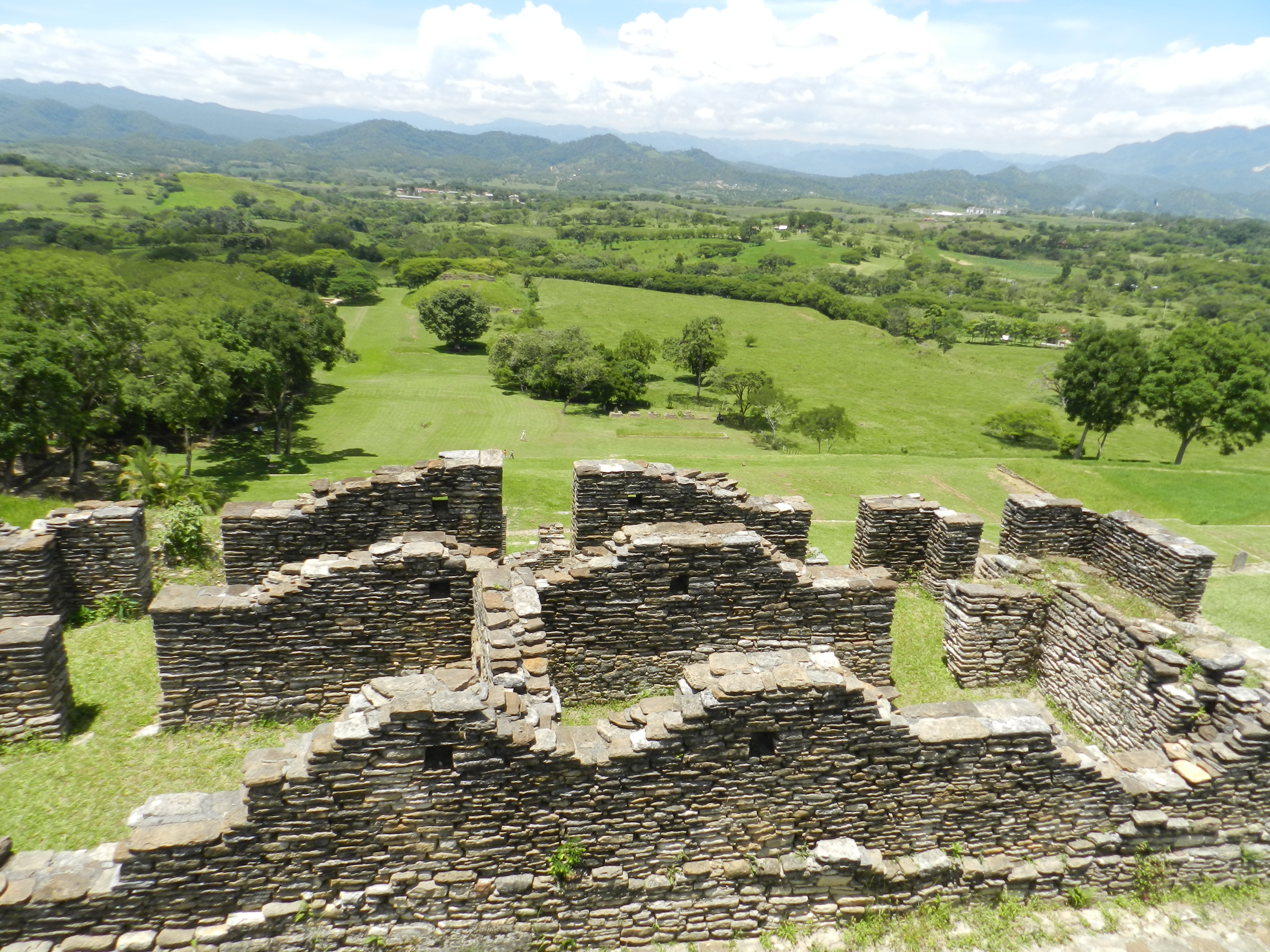
Одна из типичных построек комплекса